# 天正 (蕭紀)
天正（552年四月—553年七月）是南朝梁政權武陵王蕭紀的年号，共计2年。
《资治通鉴》记载，侯景之乱时，蕭紀不救援。等到萧衍死后，在四川即位，年号天正。

## 改元
- 太清六年——四月二十八日，蕭紀稱帝，改元天正元年。[4][5][6][7][3]
- 天正二年——七月十一日，蕭紀被殺。[4][6][8]

## 纪年
| 天正 | 元年  | 二年  |
| ---- | ----- | ----- |
| 公元 | 552年 | 553年 |
| 干支 | 壬申  | 癸酉  |

## 同期存在的其他政权年号
- 中國
  - 承聖（552年－555年）：南朝梁—梁元帝蕭繹之年号
  - 天保（550年－559年）：北齊—齊文宣帝高洋之年号
  - 和平（551年－554年）：高昌—麴某年号
- 朝鮮半島
  - 開國（551年－568年）：新羅—真興王之年號

## 参看
- 中國年號索引
- 其他使用天正年號的政權

## 引用
1. ↑  李崇智，《中國歷代年號考》，第65-66頁。
2. ↑  李兆洛《紀元編》卷上：「武陵王紀，天正〈承聖元年四月改，二年七月亡〉。」
3. 1 2  司馬光.  . 维基文库.「〔承聖元年四月〕乙巳，〔蕭紀〕即皇帝位，改元天正。」
4. 1 2  姚思廉.  . 维基文库.「〔大寶三年，世祖猶稱太清六年〕四月乙巳，益州刺史、新除假黃鉞、太尉武陵王紀竊位於蜀，改號天正元年。……〔承聖二年〕秋七月辛未，巴人苻升、徐子初斬賊城主公孫晁，舉城來降。紀衆大潰，遇兵死。」
5. ↑  姚思廉.  . 维基文库.「高祖崩後，紀乃僭號於蜀，改年曰天正。」
6. 1 2  李延壽.  . 维基文库.「〔承聖元年四月〕四月乙巳，益州刺史、新除假黃鉞、太尉武陵王紀僭位於蜀，年號天正。……〔二年〕秋七月，武陵王紀眾大潰，見殺。」
7. ↑  李延壽.  . 维基文库.「〔大寶〕二年四月乙丑，紀乃僭號於蜀，改年曰天正，暗與蕭棟同名。」
8. ↑  司馬光.  . 维基文库.「〔承聖二年七月〕秋，七月，辛未，巴東民苻昇等斬峽口城主公孫晃，降於王琳。謝答仁、任約進攻侯叡，破之，拔其三壘。於是兩岸十四城俱降。紀不獲退，順流東下，遊擊將軍南陽樊猛追擊之，紀眾大潰，赴水死者八千餘人，猛圍而守之。上密敕猛曰︰『生還，不成功也。』猛引兵至紀所，紀在舟中繞牀而走，以金囊擲猛曰︰『以此雇卿，送我一見七官。』猛曰︰『天子何由可見！殺足下，金將安之！』遂斬紀及其幼子圓滿。」